# Mecedora

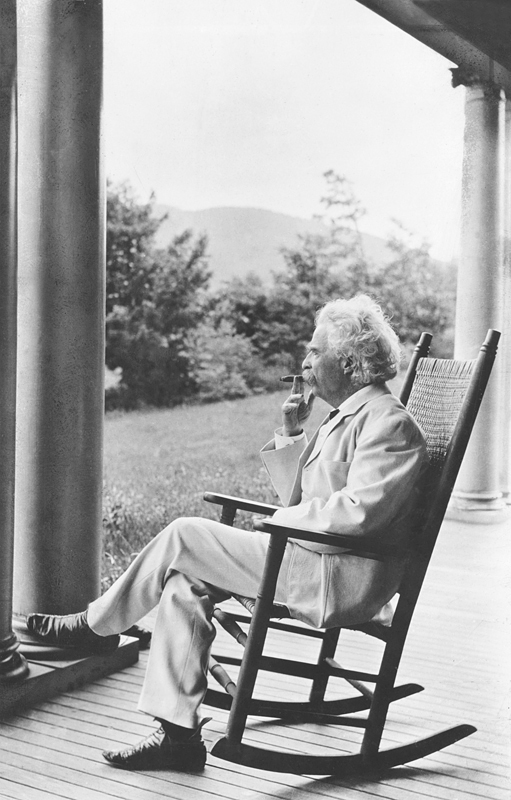
Mark Twain, descansando en una mecedora, en Nuevo Hampshire, en 1905.

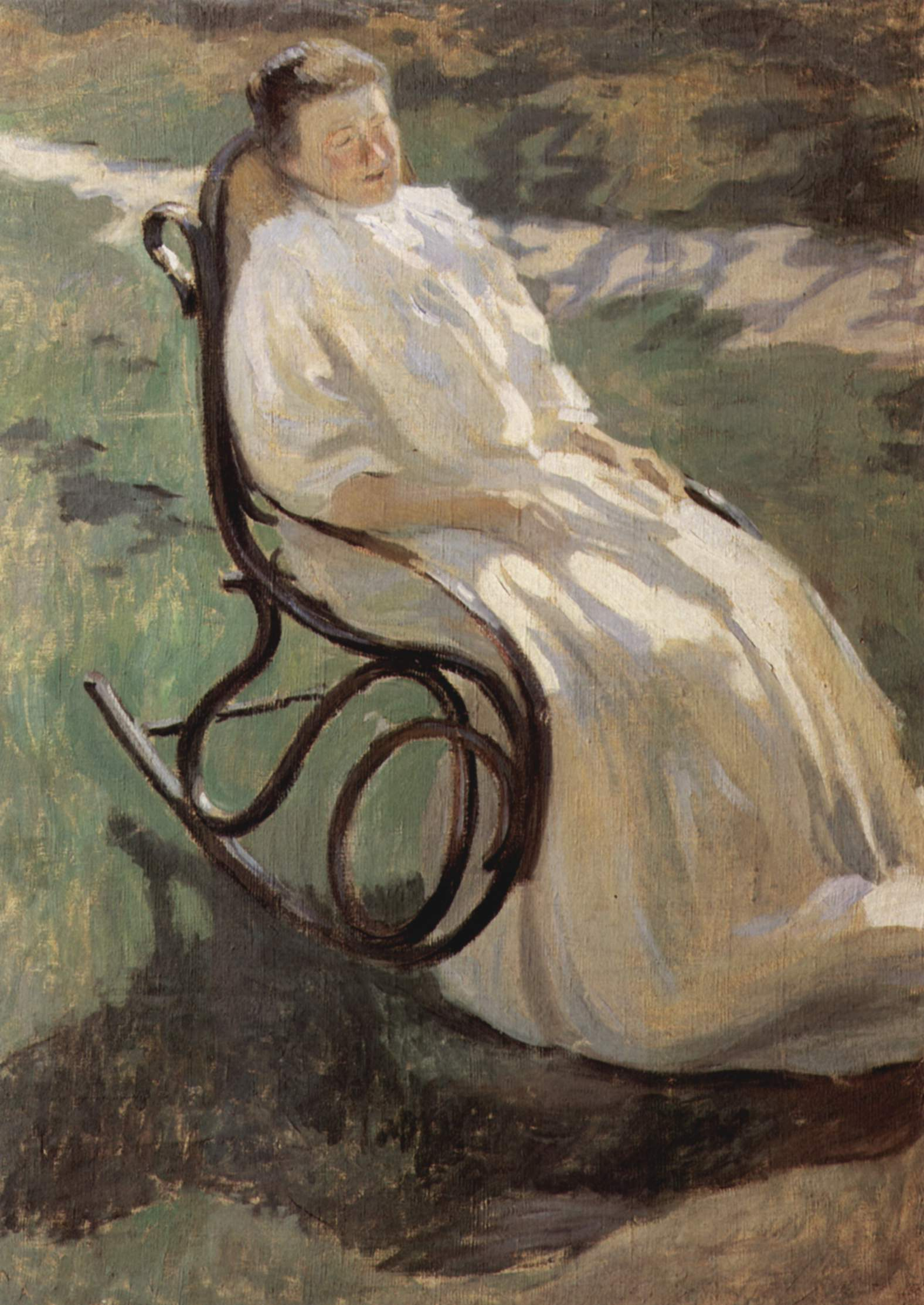
Víctor Borisov-Musatov, Dama en mecedora, 1897, óleo sobre tela, Galería Tretiakov.

Una mecedora, silla mecedora o silla balancín es una silla cuyos pies están unidos a unas láminas inferiores curvadas permitiendo a la persona balancearse adelante y atrás.
En efecto, la silla está en contacto con el suelo tan solo dos puntos. Muchas personas experimentan una sensación de relajación producida por la acción de balanceo. Además, la mecedora es confortable porque el asiento se pone automáticamente en una posición en la que el centro de gravedad de la persona está alineado a los puntos de contacto permitiendo limitar los esfuerzos musculares de movimiento del cuerpo.

## Historia
Según un mito americano, la mecedora habría sido inventada por Benjamin Franklin, a pesar de que ninguna nota de su biografía lo acredita. El origen proviene más bien de Inglaterra en el curso del siglo XVIII (hacia 1725). A partir del siglo XIX, la mecedora comienza a ser fabricada por las empresas de mobiliario, sobre todo el taller de Duncan Phyfe, pionero en los muebles de estilo Imperio en Nueva York.

## Tipos de Mecedoras
Los tipos de sillas mecedoras han variado a lo largo de la historia, en la actualidad hay ciertas categorías que se destacan frente a los modelos originales, aquí podemos encontrar las siguientes adaptaciones:
- Sillas mecedoras para exterior
- Sillas mecedoras para bebé
- Sillas mecedoras para interiores
- Sillas mecedoras para pareja
- Sillas mecedoras familiares

Existen guías que hablan sobre las prestaciones y beneficios de las sillas mecedoras Archivado el 25 de marzo de 2021 en Wayback Machine., esto es importante a la hora de pensar cual de todas se acomodan a las necesidades actuales.

## Modelos de mecedoras

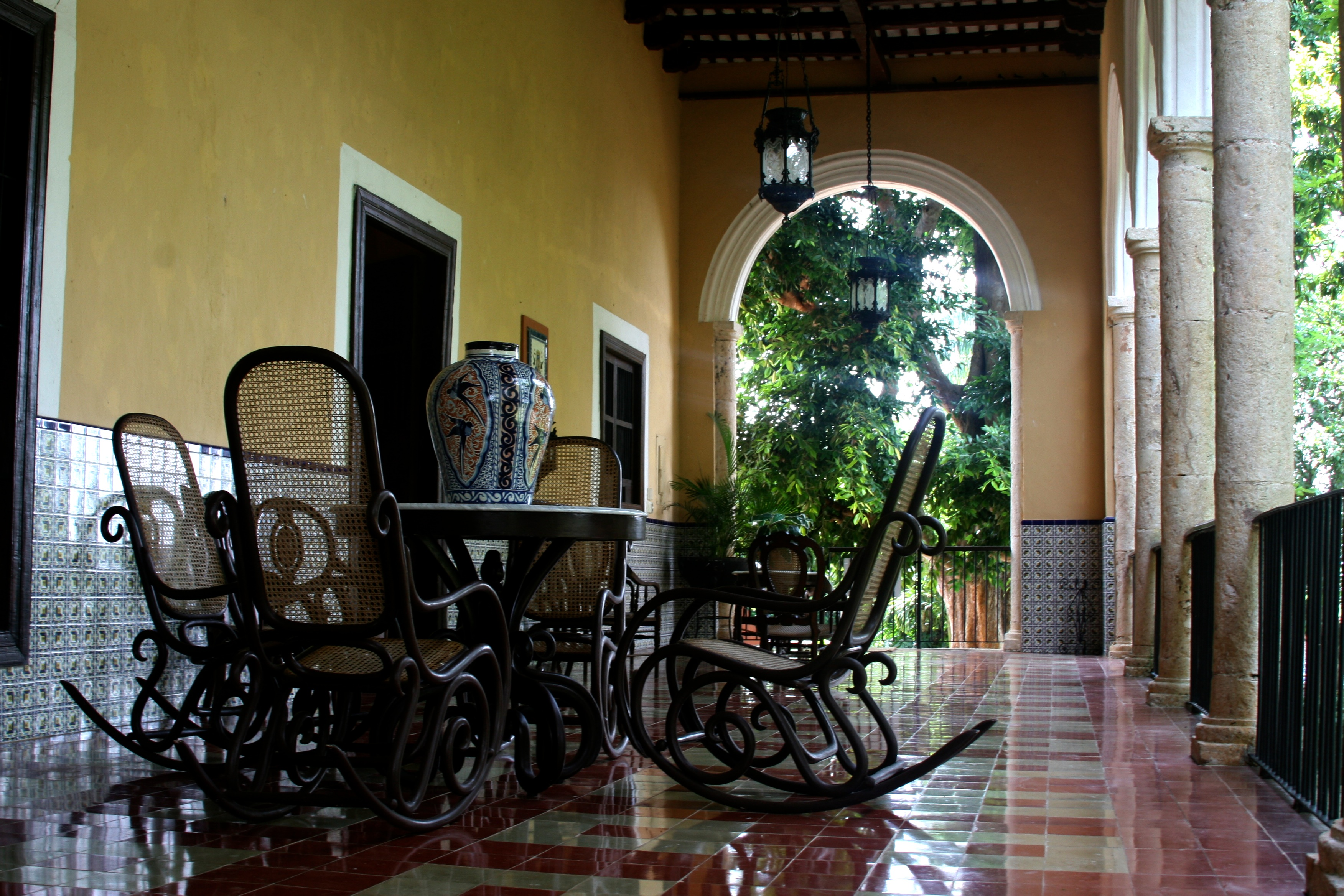
Sillas mecedoras en una galería en Yucatán.
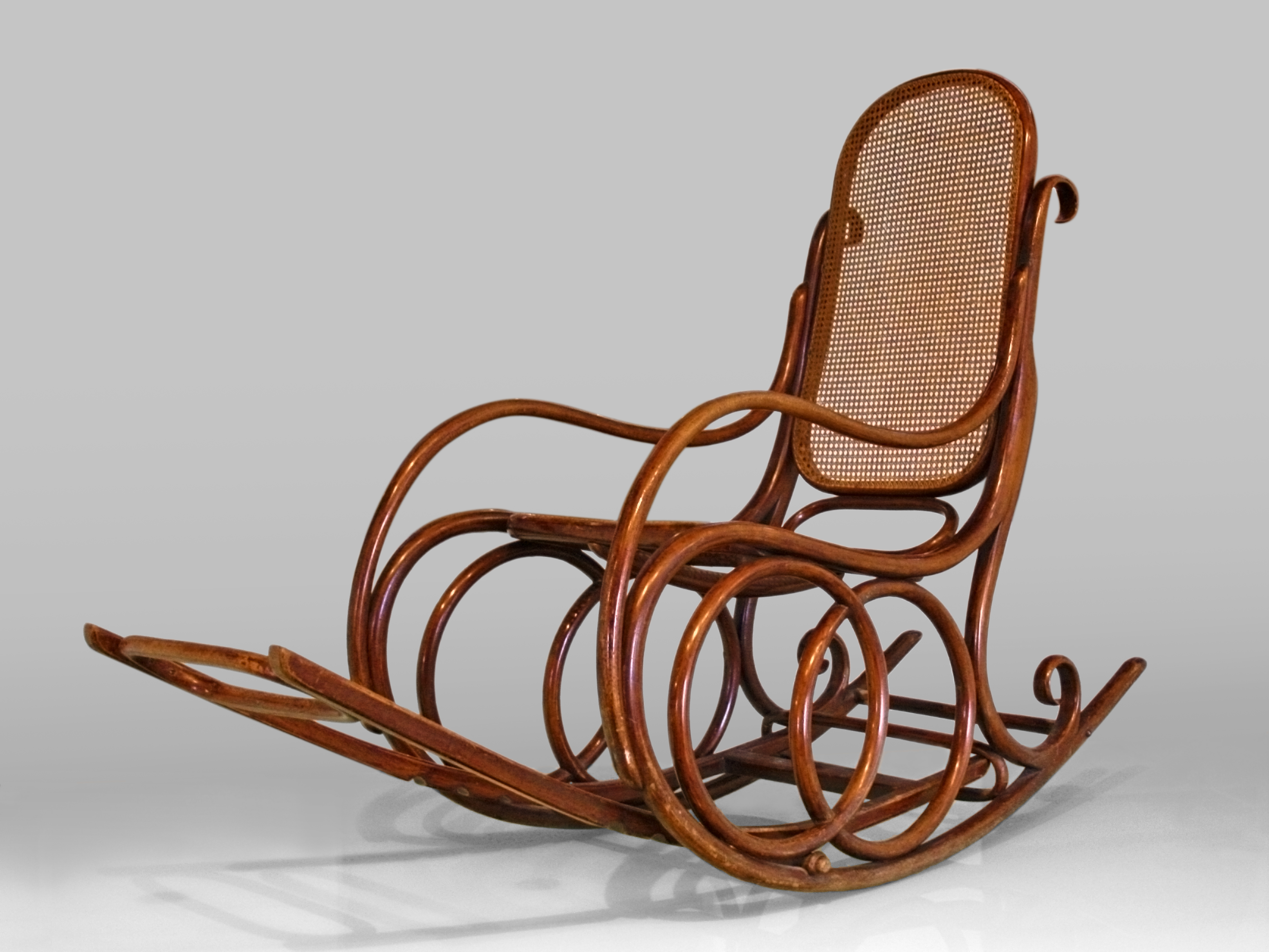
Silla diseñada por Michael Thonet.
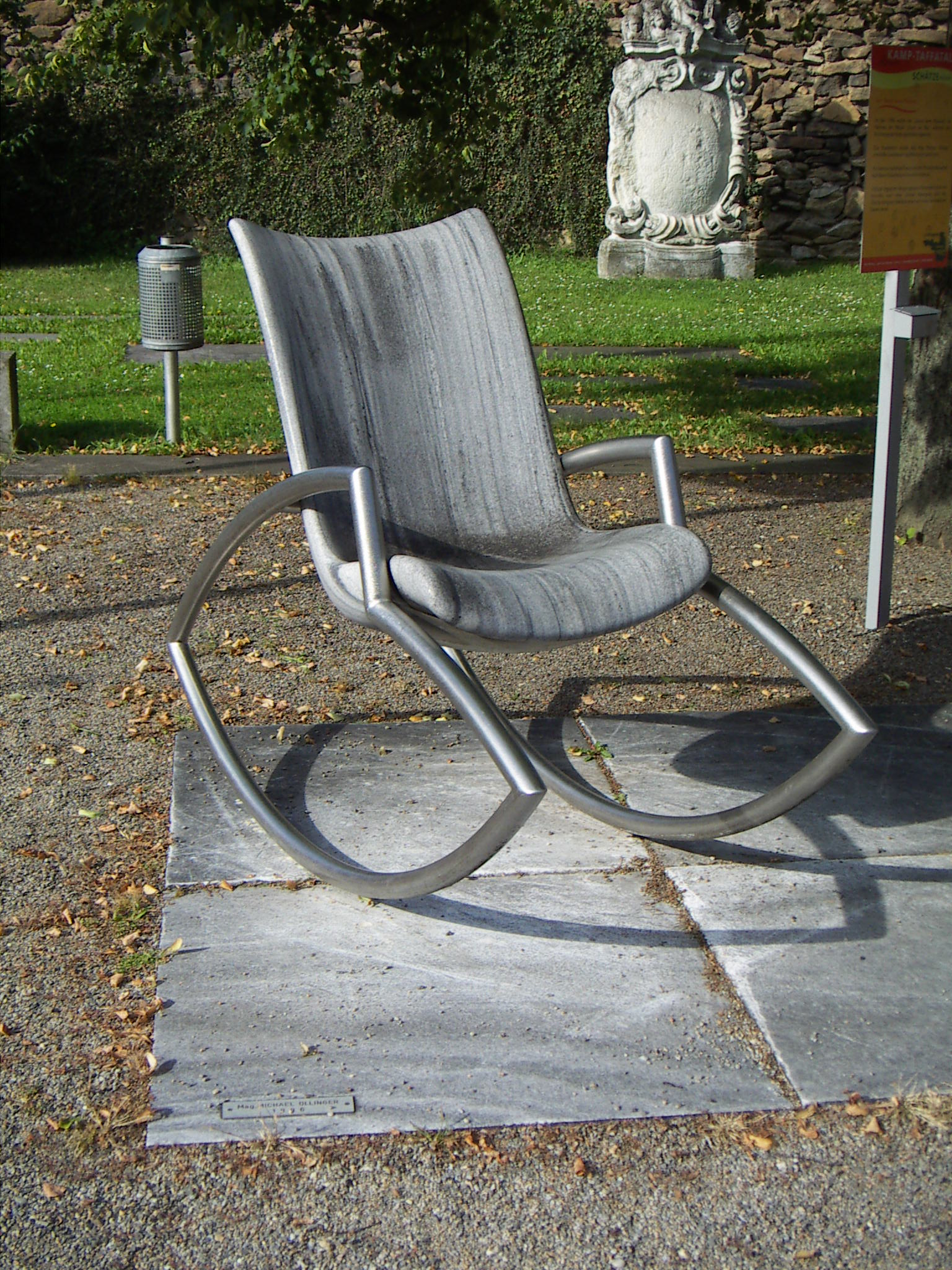